# فخر مجنون

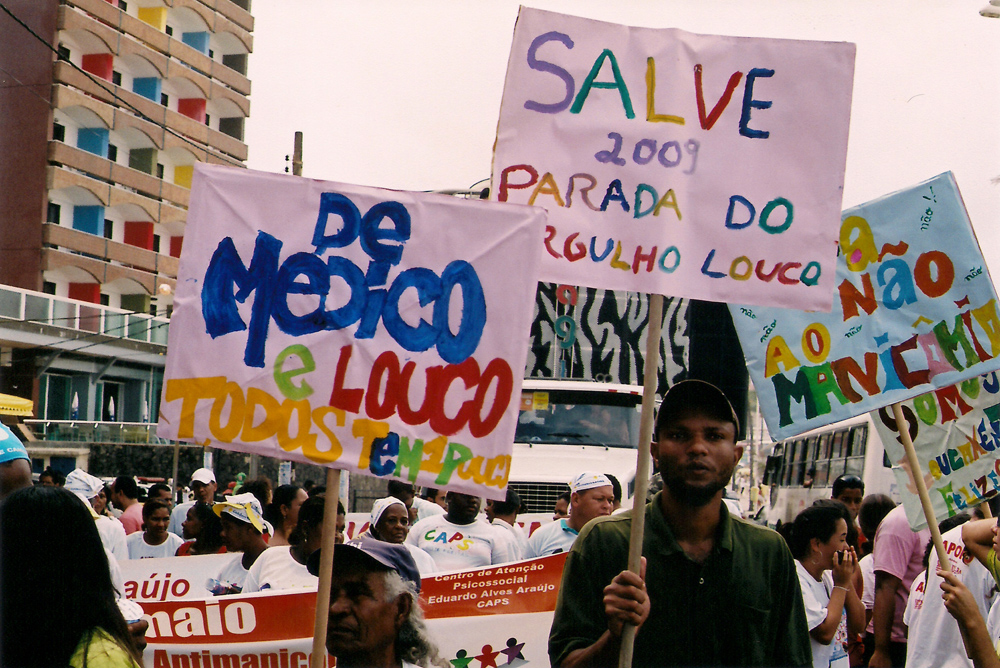
مسيرة الفخر المجنونة في سلفادور ، البرازيل ، في عام 2009.

فخر الجنون هي حركة جماهيرية تشمل المستخدمين الحاليين والسابقين لخدمات الصحة النفسية، بالإضافة إلى أولئك الذين لم يستخدموا هذه الخدمات قط ولكنهم يتبنون إطار فخر الجنون. تدعو هذه الحركة إلى أن يشعر الأفراد المصابون بأمراض نفسية بالفخر بهويتهم "المجنونة". في السنوات الأخيرة، أصبح فخر الجنون أكثر ارتباطًا بحركة التنوع العصبي، معترفًا بالطبيعة المترابطة بين الدفاع عن الصحة النفسية وتجارب الأفراد ذوي التنوع العصبي.

## المبادئ الأساسية
يسعى نشطاء فخر الجنون إلى استعادة مصطلحات مثل "مجنون"، و"مختل"، و"مريض نفسي" من الاستخدام السلبي، كما هو الحال في الصحف الشعبية، وتحويلها من أوصاف سلبية إلى إيجابية. ومن خلال حملات إعلامية واسعة، يحاول نشطاء فخر الجنون إعادة تثقيف الجمهور العام حول أسباب الاضطرابات النفسية وتجارب من يستخدمون نظام الصحة النفسية.
تأسس فخر الجنون عام 1993 ردًا على الأحكام المسبقة التي كانت تسود المجتمع المحلي ضد الأشخاص ذوي التاريخ النفسي المقيمين في بيوت الإيواء في منطقة باركديل في تورونتو، أونتاريو، كندا؛ ومنذ ذلك الحين، يُقام حدث سنوي في تورونتو (باستثناء عام 1996). وبدأت حركة مماثلة في نفس الفترة تقريبًا في المملكة المتحدة، وبحلول أواخر التسعينيات، أُقيمت فعاليات فخر الجنون في أنحاء متفرقة من العالم، بما في ذلك أستراليا، البرازيل، فرنسا، إيرلندا، البرتغال، مدغشقر، جنوب أفريقيا، كوريا الجنوبية، والولايات المتحدة. وتستقطب هذه الفعاليات آلاف المشاركين، بحسب منظمة "مايندفريدوم إنترناشونال"، وهي منظمة أمريكية تدافع عن الصحة النفسية وتروج للفعاليات التي ولدت من هذه الحركة.

## تاريخ
نشأت دراسات الجنون من فخر الجنون ومن إطار الناجين من الطب النفسي، وتركز على تطوير التفكير الأكاديمي حول "الصحة النفسية" من قبل أكاديميين يعرّفون أنفسهم بأنهم مجانين.
وكما ورد في كتاب شؤون الجنون: قارئ نقدي في دراسات الجنون الكندية، "يمكن تعريف دراسات الجنون بشكل عام بأنها مشروع للبحث، وإنتاج المعرفة، والعمل السياسي المكرس لنقد وتجاوز طرق التفكير، والسلوك، والعلاقات، والوجود المرتكزة على النفس.
أول حدث معروف أقيم في 18 أيلول 1993، وكان يُدعى "يوم فخر الناجين من الطب النفسي"، ونُظم من قبل ولأجل أشخاص عرّفوا أنفسهم كناجين، أو مستهلكين، أو مرضى سابقين للممارسات النفسية.

### المؤسسون
من بين نشطاء فخر الجنون المؤسسين في المملكة المتحدة: سايمون بارنيت، بيت شوغنيسي، وروبرت ديلار.

### الكتب والمقالات
يسجل كتاب فخر الجنون: احتفال بثقافة الجنون بدايات حركة فخر الجنون. أما كتاب بأنفسنا: بدائل يسيطر عليها المرضى لنظام الصحة النفسية، الذي نُشر عام 1978 من قبل جودي تشامبرلين، فهو نص تأسيسي في حركة فخر الجنون، رغم أنه نُشر قبل انطلاق الحركة.
أُطلقت حركة فخر الجنون قبل وقت قصير من نشر كتاب يحمل الاسم نفسه، فخر الجنون: احتفال بثقافة الجنون، في عام 2000. وفي 11 أيار 2008، وثقت غابرييل غلاسر حركة فخر الجنون في صحيفة نيو يورك تايمز. وصرحت غلاسر: "كما استعاد نشطاء حقوق المثليين كلمة 'شاذ' كرمز فخر بدلًا من إهانة، يصف هؤلاء النشطاء أنفسهم بفخر بأنهم مجانين؛ ويقولون إن حالاتهم لا تمنعهم من عيش حياة منتجة".

## الثقافة والفعاليات

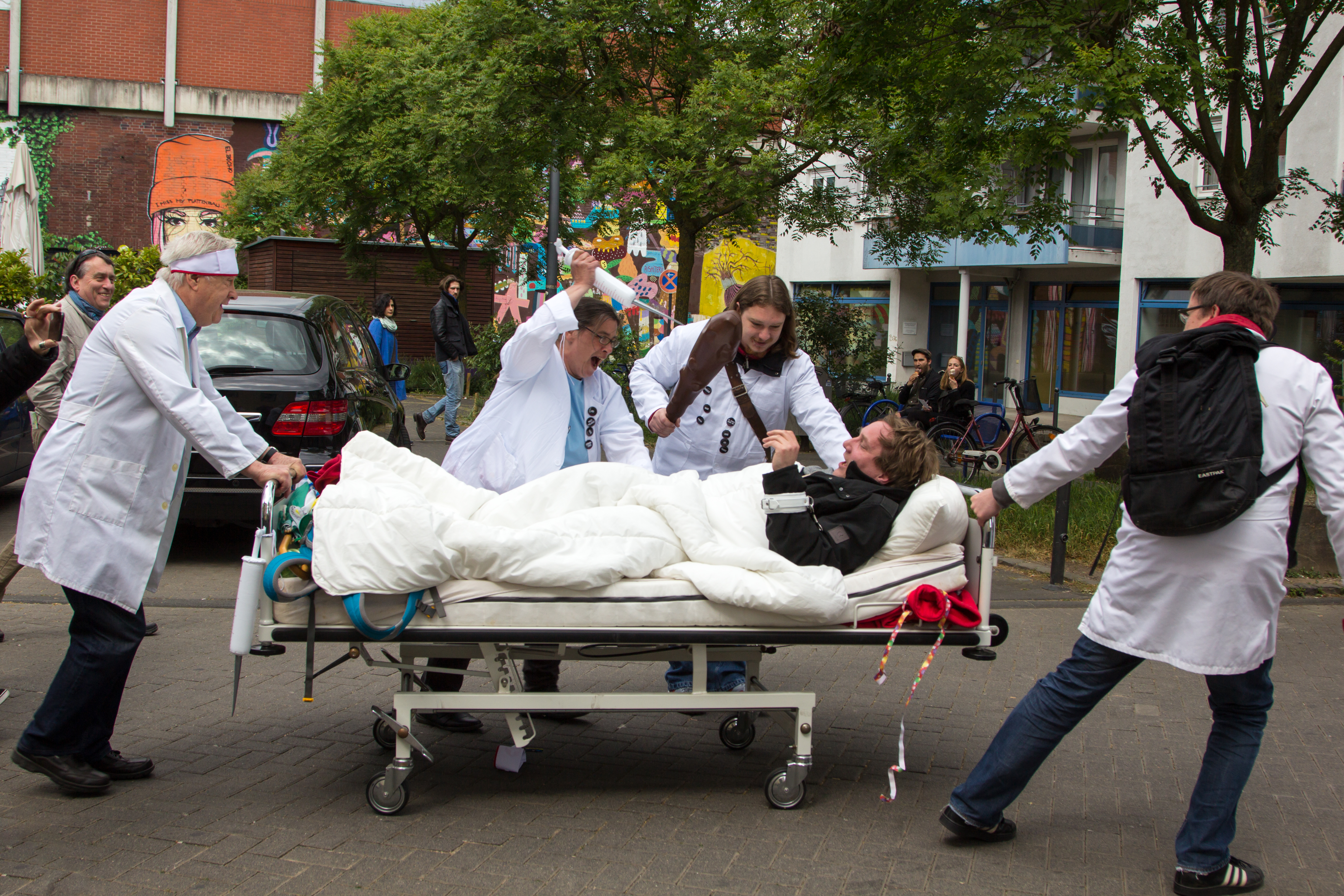
دفع السرير في مسيرة فخر المثليين في كولونيا، ألمانيا ، 2016.

يُحتفل بفخر الجنون وفخر الإعاقة معًا في تموز في العديد من البلدان، بما في ذلك كندا، إيرلندا، والمملكة المتحدة. وترتبط هذه الاحتفالات بيوم الباستيل، العيد الوطني الفرنسي الذي يُصادف سنويًا في 14 تموز، تخليدًا لذكرى اقتحام سجن الباستيل في 14 تموز 1789. وقد أصبح هذا الحدث رمزًا لفخر الجنون، باعتباره يمثل التحرر والحرية.
أنتجت حركة فخر الجنون فعاليات ثقافية متكررة في تورونتو، لندن، دبلن، ومدن أخرى حول العالم. غالبًا ما تتضمن هذه الفعاليات عروض موسيقية حية، قراءات شعرية، عروض أفلام، ومسرح شارع. ويُعد "دَفْع السرير" أحد أشكال مسرح الشارع الفريدة من نوعها لفعاليات فخر الجنون؛ وتهدف إلى التوعية بالعوائق التي تمنع الأشخاص من الحصول على علاج عالي الجودة – وهي عوائق تؤثر بشكل غير متناسب على الأشخاص المضطهدين من حيث العرق أو الطبقة – بالإضافة إلى الاستخدام الواسع للقوة في المستشفيات النفسية. ومن المشاركين في فعاليات سابقة: الصحفي البريطاني جوناثان فريدلاند، والروائية كلير ألان. تتخذ الفعاليات الثقافية لفخر الجنون أشكالًا متعددة، مثل مجموعة ساوث لندن "كرياتيف روتس"، ومؤسسة النشر "تشبمنكا"، والعديد من أعمال دوللي سين.

### دفع السرير

منشور لحدث فخر مجنون في لندن ، 2003. ومن بين الفنانين المميزين بيت شوغنيسي ، و Alternative TV ، ونيكي سادن ، وThe Fish Brothers، وCeramerican Hobs، وميلاني كليفورد، وCaesar Reel.

دَفْع السرير هو أسلوب نضالي تستخدمه العديد من منظمات ونشطاء الصحة النفسية لزيادة الوعي حول الرعاية النفسية. حيث يدفع النشطاء سريرًا طبّيًا في الأماكن العامة لإثارة النقاش حول رعاية الصحة النفسية. لدى "مايندفريدوم" تعليمات على موقعها الإلكتروني لوصفة دفع السرير الناجحة، وتحث المشاركين على التزام السلمية، لكن مع ضمان أن تتم رؤيتهم، باستخدام وسائل لافتة للانتباه مثل إطلاق الأبواق، تعطيل بسيط لحركة المرور، والموسيقى الصاخبة. كثيرًا ما يشعر المرضى في الرعاية النفسية بأنهم صامتون وعاجزون، لذا فإن الظهور العلني المتعمد واستعراض القدرة على الصمود هو إحدى وسائل استعادة الكرامة.
يُعترف بأسبوع فخر الجنون في تورونتو رسميًا من قبل المدينة نفسها. وتُعد فعالية دفع السرير التي تُنظم في العادة في 14 تموز من أبرز الفعاليات خلال هذا الأسبوع. يُقام هذا الحدث في شارع "كوين ويست" في تورونتو "لزيادة الوعي العام حول استخدام القوة وغياب الخيارات أمام الأشخاص العالقين في نظام الصحة النفسية في أونتاريو". ويدار هذا الأسبوع رسميًا من قبل "تورونتو ماد برايد" التي تتعاون مع عدد من منظمات الصحة النفسية في المدينة. وفي السنوات الأخيرة، دعا بعض النشطاء إلى إعادة تسمية منطقة باركديل في تورونتو بـ "قرية المجانين!"، لاستعادة الفخر بتاريخ مجتمعاتها الطويل في النضال مع قضايا الصحة النفسية والإدمان.
تُقام سلسلة من فعاليات دفع السرير في أنحاء لندن كل عام.

### جولات جدار: بُني من قبل مرضى نفسيين
وتُقام جولات "جدار بُني من قبل مرضى نفسيين" في تورونتو، في منشأة مركز الإدمان والصحة النفسية في شارع كوين ويست. تعرض هذه الجولات الجدران التي بناها المرضى في القرن التاسع عشر، والتي لا تزال موجودة في المركز حتى اليوم. وتهدف هذه الجولات إلى تقديم لمحة تاريخية عن حياة المرضى الذين شيدوا الجدران، وتسليط الضوء على الحقائق القاسية في مجال الطب النفسي.
جاءت فكرة هذه الجولات لأول مرة من قبل جوفري ريوم وهاينز كلاين، كجزء من فعالية فخر الجنون في عام 2000. وقد أُقيمت أول جولة للجدار في ما يُعرف الآن بيوم فخر الجنون، في 14 تموز 2000، بحضور نحو خمسين شخصًا. ويتولى ريوم قيادة هذه الجولات بمفرده، وقد تطورت من فعاليات سنوية لفخر الجنون إلى جولات تُقام عدة مرات سنويًا في كل الشهور غير الشتوية.

## روابط خارجية
- ماد برايد تورنتو
- فخر أستراليا المجنون
- شهر الفخر المجنون وشهر الفخر لذوي الإعاقة كلاهما في شهر يوليو
- مجنون في أمريكا
- موارد ماد برايد